# Gustav Krukenberg
Gustav Krukenberg (ur. 8 marca 1888 w Bonn, zm. 23 października 1980 w Bad Godesberg) – SS-Brigadeführer, dowódca Dywizji SS "Nordland" oraz "Charlemagne" podczas obrony Berlina w kwietniu 1945. 
Po oddaniu się do niewoli został osądzony i skazany na karę więzienia przez radziecki sąd. Po 11 latach został zwolniony i wrócił do Niemiec. 